# Badou Zaki
Zaki Badou (Sidi Kacem, 2 april 1959) is een Marokkaans Voetbalcoach en voormalig profvoetballer die doorgaans als keeper speelde. Hij was actief voor diverse clubs in Marokko en Spanje, en werd in 1986 uitgeroepen tot Afrikaans voetballer van het jaar. Zaki was tussen 1979 en 1992 actief voor het Marokkaans voetbalelftal. Nadien was hij tweemalig actief als bondscoach van zijn vaderland Marokko.
Op 2 mei 2014 werd hij aangesteld als bondscoach van Marokko. Ook Dick Advocaat was in beeld voor die functie. Zaki's voornaamste opdracht is de strijd om de Afrika Cup. De oud-doelman had de nationale ploeg tussen 2002 en 2006 ook al eens onder zijn hoede. In die periode leidde hij Marokko in 2004 naar de finale van het continentale toernooi, waarin werd verloren van gastland Tunesië.